# Conny Laursen
Conny Laursen (født 8. april 1946 i Vejle) er en tidligere dansk og fodboldspiller.
Conny Laursen var forsvarspillere i Vejle Boldklub, hvor han debuterede 24. april 1966 mod Frem og spillede sin afskedskamp 8. oktober 1972 mod B.1903.
Han opnåede 81 kampe og scorede 2 mål. 1971 og 1972 var han med til at vinde Danmarksmesterskabet med VB.
Conny Laursen var frem til 2009 i bestyrelsen i selskabet VB Sport A/S.